# سلیم‌بیگ (ارومیه)
سلیم‌بیگ روستایی است از توابع بخش سیلوانه و در شهرستان ارومیه استان آذربایجان غربی ایران.

## جمعیت
این روستا در دهستان دشت قرار داشته و بر اساس سرشماری سال ۱۳۸۵ جمعیت آن ۱۵۸ نفر (۳۰ خانوار)
بوده‌است.